# Bythotiara metschnikovii
Bythotiara metschnikovii är en nässeldjursart som beskrevs av Bouillon, Boero och Seghers 1988. Bythotiara metschnikovii ingår i släktet Bythotiara och familjen Bythotiaridae. Inga underarter finns listade i Catalogue of Life.